# Лана Јурчевић
Лана Јурчевић (Загреб, 7. новембра 1984) хрватска је певачица.

## Дискографија
Студијски албуми
- Лана (2003)
- 1 разлог (2006)
- Волим бити заљубљена (2008)
- Побједе и порази (2012)

### Спотови
| Спот                     | Година | Режисер              |
| ------------------------ | ------ | -------------------- |
| На пола                  | 2003   | —                    |
| Одлазиш                  | 2006   | —                    |
| Разлог                   | 2006   | —                    |
| Као прах                 | 2006   | —                    |
| Откад те нема            | 2006   | —                    |
| Ово није истина          | 2007   | —                    |
| Окови на срцу            | 2008   | —                    |
| Волим бити заљубљена     | 2008   | —                    |
| Пронађи ме               | 2008   | —                    |
| Зачаран                  | 2009   | —                    |
| Миљама далеко            | 2009   | —                    |
| Права љубав              | 2009   | —                    |
| Копија                   | 2010   | V.Vascarac           |
| Убиле усне моје          | 2011   | —                    |
| Љубав није грешка        | 2011   | —                    |
| Што је моје, што је њено | 2012   | Дарио Радусин        |
| Зашто волим лоше дечке   | 2012   | Дарио Радусин        |
| Нитко и ништа            | 2013   | —                    |
| La La Land               | 2013   | Дарио Радусин        |
| Ноћ без граница          | 2013   | Дарио Радусин        |
| Мајица                   | 2014   | La Lux               |
| Неке се ноћи не спавају  | 2015   | Дарио Радусин        |
| Лудо љето                | 2015   | Дарио Радусин        |
| Од најгорих најбољи      | 2015   | Дарио Радусин        |
| Врти ми се               | 2016   | Дарио Радусин        |
| Шећеру                   | 2017   | www.Squareme.si      |
| Куда да кренем           | 2017   | Филип Колудровић     |
| Сви су луди око мене     | 2017   | Inspiring production |
| Kim Kardashian           | 2017   | LA LUX produkcija    |
| Дај да пловимо           | 2017   | Joshua Čirjak        |
| Дупло слађе              | 2017   | Марко Жељковић       |
| Усне ко милијун вати     | 2018   | Дарио Радусин,La Lux |
| Упалимо љубав            | 2018   | Дарио Радусин        |
| So Messed Up             | 2020   | —                    |

Компилације
- Копија (2010)